# Emis (Automarke)
Emis ist eine brasilianische Automarke.

## Markengeschichte
Eduardo de Miranda Santos gründete 1980 das Unternehmen Emis Indústria e Comércio de Veículos in Rio de Janeiro. Er begann mit der Produktion von Automobilen und Kit Cars. Der Markenname lautet Emis. 1988 endete die Produktion in diesem Unternehmen.
Emisul aus Porto Alegre, der die Fahrzeuge vorher schon vertrieb und ab 1987 auch montierte, übernahm 1988 das komplette Projekt und ist seitdem der Hersteller. Ein Teil der Produktion wurde später an Estaleiro BB Barcos & Emisul aus Porto Alegre abgegeben. 2010 wurde die Fertigung in ein anderes Werk nach Imbituba verlegt. Bisher entstanden über 800 Fahrzeuge.

## Fahrzeuge
Das erste Modell war ein Dreirad mit zwei Sitzen. Die Karosserie bestand aus Fiberglas. Den Bildern nach war es ein Trike.
1980 oder 1981 kam ein VW-Buggy dazu. Zunächst bildete ein Fahrgestell von Volkswagen do Brasil mit Heckmotor die Basis. Die offene Karosserie besteht wiederum aus Fiberglas. Seit einiger Zeit ist auch ein eigenes Fahrgestell lieferbar. Eine Version hatte Flügeltüren. Für das Jahr 2005 sind Motoren mit 1600 cm³ Hubraum und 65 PS Leistung sowie mit 2000 cm³ Hubraum und 126 PS Leistung überliefert.
2010 führte eine große Überarbeitung zur Verwendung von wassergekühlten Motoren von VW mit 1400 cm³ Hubraum.
1981 folgte ein Pick-up auf Basis des VW Käfer.
1985 wurde die Produktion eines Kleinwagens von Orto Design übernommen. Das zweisitzige Fahrzeug war 310 cm lang und wog 730 kg. Der Vierzylinder-Boxermotor kam vom VW Brasília.
1991 wurde der Kleinwagen überarbeitet und Minor genannt. Innerhalb eines Jahres wurden davon 23 Fahrzeuge gefertigt.